# Горгоњано (Фиренца)
Горгоњано је насеље у Италији у округу Фиренца, региону Тоскана.
Према процени из 2011. у насељу је живело 39 становника. Насеље се налази на надморској висини од 178 м.